# Андрієвська Олександра Олексіївна
Олександра Олексіївна Андріє́вська (7 травня 1900, Одеса — 31 липня 1982, Київ) — філологиня-романістка, лексикологиня, психологиня. Кандидат психологічних наук (1927), доктор філологічних наук (1970), професор (1971).

## Життєпис
Закінчила Київський університет (1922) та аспірантуру при педагогічній кафедрі Інституту соціального забезпечення. Працювала на дефектологічному факультеті в Інституті праці; від 1937 — у Київському університеті: викладачка французької мови на романо-германському факультеті й одночасно завідувачка французької секції державних курсів іноземних мов, від 1944 — доцент, у 1971—1981 — професор кафедри французької мови. Досліджувала лексику, синтаксис та стилістику французької мови.

## Праці
- Французько-український словник. К., 1955 (співавт.);
- Cours de lexicologie française. К., 1958;
- Précis de syntaxe française. К., 1962;
- Українсько-французький словник. К., 1963 (співавт.);
- Несобственно прямая речь в современной французской художественной прозе. К., 1970;
- Syntaxe du français moderne. К., 1973.